# Traian Băsescu

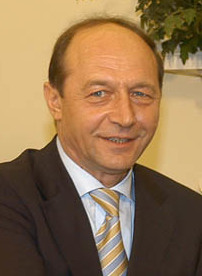
Traian Băsescu i mars 2009.

Traian Băsescu, född 4 november 1951 i Murfatlar nära Constanța, är en rumänsk politiker. Han var Rumäniens president mellan 20 december 2004 och 6 juli 2012 samt mellan 27 augusti 2012 och 21 december 2014. Han blev omvald söndagen den 6 december 2009 i andra valomgången av presidentvalet, med knapp marginal. Den 6 juli 2012 avsattes Băsescu av parlamentet genom riksrätt och ersattes av Crin Antonescu tills vidare. En folkomröstning den 29 juli 2012 avgjorde huruvida Băsescu kunde återuppta sin post eller inte. Även om en överväldigande majoritet röstade för att avsätta Băsescu, var valdeltagandet under 50 procent. Därmed var folkomröstningen ogiltig, men på grund av oklarheter kring hur många röstberättigade som finns i landet, sköt konstitutionsdomstolen upp sin förklaring om folkomröstningen till september.

## Politisk karriär
Före kommunismens fall var Traian Băsescu medlem av kommunistpartiet. Han har senare sagt att han endast gjort så för att främja sin karriär och hittills har inget hittats i arkiven som motsäger detta. Efter 1989 blev han i stället medlem av Demokratiska partiet. Innan Traian Băsescu blev heltidspolitiker var han sjökapten i den rumänska handelsflottan. 2007 avlade han på nytt ett prov för att behålla sitt behörighetsbevis som sjökapten.
Han var transportminister 1991-1992 och 1996-2000. År 2000 valdes han till borgmästare i Bukarest, och omvaldes 2004. I presidentvalet i Rumänien 2004 var Traian Băsescu oppositionens kandidat. I den första valomgången kom han på andra plats efter dåvarande premiärministern Adrian Năstase. Efter en jämn kamp i den andra avgörande valomgången den 12 december 2004 förklarades Băsescu som segrare och blev därmed Rumäniens president.
Han har som en av få ledande rumänska politiker uttalat stöd för homosexuellas rättigheter, inklusive rätten till samkönade äktenskap.
Băsescu har varit ledamot av Europaparlamentet sedan 2019, och numera innehar han rollen som vice ordförande för delegationen till den parlamentariska samarbetskommittén EU–Ukraina. Dessutom är han ledamot i utskottet för utrikesfrågor, utskottet för miljö, folkhälsa och livsmedelssäkerhet, underutskottet för säkerhet och försvar, delegationen för förbindelserna med Förenta staterna samt delegationen till den parlamentariska församlingen Euronest.

## President
Den 19 april 2007 beslutade Rumäniens parlament att avstänga honom från posten som president, för brott mot Rumäniens författning. I en folkomröstning den 19 maj fick Traian Băsescu ett uttalat stöd och återträdde till presidentposten.
I ett tal den 23 oktober 2007 gav president Traian Băsescu en offentlig ursäkt till romerna för Rumäniens roll i förföljelsen mot dem under andra världskriget (Porrajmos). Det var första gången en rumänsk ledare gjorde detta. Delar av talet hölls på romani.
Enligt uppgifter morgonen efter andra omgången av presidentvalet 2009, som hölls den 6 december, hade han vunnit med knapp marginal. Det officiella resultatet visade på en seger med 50,37 %. Hans motståndare i andra valomgången, Mircea Geoană, överklagade valresultatet och anförde 13 000 fall av dubbelt röstande, mutbrott och riggad röstning. Författningsdomstolen i Rumänien dömde dock till Traian Băsescus fördel.